# Jenette Goldstein
Jenette Elise Goldstein (Los Angeles, 1960. február 4. –) amerikai színésznő.
Legismertebb alakítása Vasquez közlegény volt A bolygó neve: Halál (1986) című akcióhorrorban, mellyel Szaturnusz-díjat nyert, mint legjobb női mellékszereplő. Szerepelt még az Alkonytájt (1987), a Halálos fegyver 2. (1989), a Terminátor 2. – Az ítélet napja (1991) és a Titanic (1997) című filmekben.
Televíziós szereplései közé tartozik a 24 (2004) és a Star Trek: Short Treks (2019).

## Élete és pályafutása
Zsidó származású, orosz, marokkói és brazil felmenőkkel rendelkező családban született.
Első filmszerepét James Cameron A bolygó neve: Halál (1986) című filmjében kapta. A film eredeti címe (Aliens – „Idegenek”) miatt Goldstein azt hitte, az a bevándorlásról fog szólni, ezért a szereplőválogatásra (ahol a férfias kinézetű és durva modorú tengerészgyalogosnő, Jenette Vasquez közlegény szerepére kerestek alkalmas jelöltet) rövid szoknyában és magassarkúban jelent meg. Ennek ellenére ő alakíthatta a spanyol származású szereplőt, a rendező kérésére pedig felszedett pár kiló izmot a szerep kedvéért, továbbá tanulmányozta a spanyol ajkú utcai bandatagok viselkedését és akcentusát. Az eredetileg világos bőrű színésznő külsejét sötét kontaktlencsével és (szeplői elfedéséhez) több órás sminkeléssel alakították át. 1987-ben Szaturnusz-díjat kapott legjobb női mellékszereplő kategóriában.
Következő filmjében, az 1987-es Alkonytájt című western-horrorfilmben egy Diamondback nevű vámpírt alakított, női mellékszereplőként újabb Szaturnusz-jelölést szerezve. A  Halálos fegyver 2.-ben (1989) rendőrnőként tűnt fel. 1991-ben ismét James Cameron rendezővel dolgozott együtt, ezúttal a Terminátor 2. – Az ítélet napjában, melyben Goldstein a főszereplő John Connor mostohaanyját játszotta. A Star Trek: Nemzedékek (1994) című sci-fiben az USS Enterprise-B tudományos tisztjeként szerepelt. Az 1997-es Titanicban – mely harmadik közös filmje volt Cameronnal – egy ír bevándorló anya szerepében láthatták a nézők. 
Az 1990-es évek végétől leginkább televíziós epizódszerepeket vállalt, egyebek mellett a Vészhelyzet, a Sírhant művek, az Alias, a 24 és A médium című műsorokban.

## Filmográfia

### Film
| Év   | Magyar cím                        | Eredeti cím                    | Szerep                            | Magyar hang    | Rendező             |
| ---- | --------------------------------- | ------------------------------ | --------------------------------- | -------------- | ------------------- |
| 1986 | A bolygó neve: Halál              | Aliens                         | Vasquez közlegény                 | Andai Györgyi  | James Cameron (1.)  |
| 1986 | A bolygó neve: Halál              | Aliens                         | Vasquez közlegény                 | Bertalan Ágnes | James Cameron (1.)  |
| 1987 | Alkonytájt                        | Near Dark                      | Diamondback                       | Solecki Janka  | Kathryn Bigelow     |
| 1988 | Bűntény a támaszponton            | The Presidio                   | Patti Jean Lynch                  | Andai Györgyi  | Peter Hyams         |
| 1988 | Ne várd a csodát!                 | Miracle Mile                   | Beverly Hills-i lány              | Dudás Eszter   | Steve De Jarnatt    |
| 1989 | Halálos fegyver 2.                | Lethal Weapon 2                | Megan Shapiro nyomozó             | Spilák Klára   | Richard Donner      |
| 1989 | Halálos fegyver 2.                | Lethal Weapon 2                | Megan Shapiro nyomozó             | Vennes Emmy    | Richard Donner      |
| 1991 | Terminátor 2. – Az ítélet napja   | Terminator 2: Judgment Day     | Janelle Voight / T-1000           | Andresz Kati   | James Cameron (2.)  |
| 1994 | Star Trek: Nemzedékek             | Star Trek Generations          | USS Enterprise-B tudományos tiszt | Dudás Eszter   | David Carson        |
| 1995 | Tiszta játszma                    | Fair Game                      | Rosa                              | Pálos Zsuzsa   | Andrew Sipes        |
| 1997 | Érints meg!                       | Touch Me                       | Gabrielle                         |                | H. Gordon Boos      |
| 1997 | Titanic                           | Titanic                        | ír anya                           | Némedi Mari    | James Cameron (3.)  |
| 1998 | Az érzékek borzadalma             | Senseless                      | Alvarez nővér                     |                | Penelope Spheeris   |
| 1998 | Félelem és reszketés Las Vegasban | Fear and Loathing in Las Vegas | Alice, a szobalány                | Csere Ágnes    | Terry Gilliam       |
| 1998 | A csók                            | Living Out Loud                | Fanny                             |                | Richard LaGravenese |
| 1999 |                                   | Smut                           | ismeretlen szerep                 |                | David Wendell       |
| 2001 |                                   | It Is What It Is               | Rivka Stern                       |                | Billy Frolick       |
| 2002 | Időstoppolók                      | Clockstoppers                  | doktor                            |                | Jonathan Frakes     |
| 2002 | Barátnők a bajban                 | Home Room                      | főnővér                           |                | Paul F. Ryan        |
| 2003 | Jószomszédi iszony                | Duplex                         | moderátor                         |                | Danny DeVito        |
| 2008 |                                   | Autopsy                        | Marian nővér                      |                | Adam Gierasch       |
| 2014 |                                   | Under the Hollywood Sign       | Mary                              |                | Owen Williams       |

### Televízió
| Év        | Magyar cím          | Eredeti cím            | Szerep                           | Megjegyzések                                              |
| --------- | ------------------- | ---------------------- | -------------------------------- | --------------------------------------------------------- |
| 1987      |                     | Max Headroom           | Bella                            | 1 epizód                                                  |
| 1991      | MacGyver            | MacGyver               | Rachel Bradley                   | 1 epizód                                                  |
| 1992      |                     | Civil Wars             | Patricia Twain                   | 1 epizód                                                  |
| 1993      | Donato és lánya     | Donato and Daughter    | Judy McCartney nyomozó           | - tévéfilm - magyar hangja: - Herczeg Csilla - Antal Olga |
| 1994      |                     | L.A. Law               | Tanya Geiss                      | 1 epizód                                                  |
| 1995      |                     | The Client             | Karen Kelso                      | 1 epizód                                                  |
| 1998      | Hetedik mennyország | 7th Heaven             | Mrs. Reese                       | 1 epizód                                                  |
| 1998–2004 | Vészhelyzet         | E.R.                   | helikopterpilóta/Judy Stiles     | 2 epizód                                                  |
| 2000      | Mrs. Klinika        | Strong Medicine        | névtelen barát                   | 1 epizód                                                  |
| 2001      | Sírhant művek       | Six Feet Under         | szülész                          | 1 epizód                                                  |
| 2003      | Alias               | Alias                  | technikus                        | 1 epizód                                                  |
| 2004      | 24                  | 24                     | Rae Plachecki                    | 2 epizód                                                  |
| 2005      |                     | The Inside             | Traci Armstrong                  | 1 epizód                                                  |
| 2010      | A médium            | Medium                 | Mrs. Pinsley                     | 1 epizód                                                  |
| 2013      |                     | A Hollywood Affair     | ügynök                           | 1 epizód                                                  |
| 2019      |                     | Star Trek: Short Treks | USS Enterprise computer (hangja) | 2 epizód                                                  |

### Videóklipek
| Év   | Előadó        | Cím   | Szerep    |
| ---- | ------------- | ----- | --------- |
| 1988 | Martini Ranch | Reach | csapattag |

## Díjak és jelölések
| Díj            | Kategória                  | Jelölés éve | Jelölt mű            | Eredmény |
| -------------- | -------------------------- | ----------- | -------------------- | -------- |
| Szaturnusz-díj | Legjobb női mellékszereplő | 1986        | A bolygó neve: Halál | Elnyerte |
| Szaturnusz-díj | Legjobb női mellékszereplő | 1987        | Alkonytájt           | Jelölve  |

## Fordítás
- Ez a szócikk részben vagy egészben  a   Jenette Goldstein című angol Wikipédia-szócikk fordításán alapul.  Az eredeti cikk szerkesztőit annak laptörténete sorolja fel. Ez a jelzés csupán a megfogalmazás eredetét és a szerzői jogokat jelzi, nem szolgál a cikkben szereplő információk forrásmegjelöléseként.